# Xã Clear Creek, Quận Sevier, Arkansas
Xã Clear Creek (tiếng Anh: Clear Creek Township) là một xã thuộc quận Sevier, tiểu bang Arkansas, Hoa Kỳ. Năm 2010, dân số của xã này là 3.460 người.